# 弟

本人（■）から見た弟（■）

弟（おとうと）とは、本人から見て傍系2親等の年少の男性、通常は同じ父母から生まれた年少の男性をいう。「おとと」ともいう。また自分の妹と結婚した男性、すなわち妹婿や配偶者の弟も本人から見たら弟になる。その場合、義弟（ぎてい）と書いて「おとうと」と呼ぶ場合が多く、対象者より年下であるとは限らない。また、親の養子や親の再婚相手の連れ子が年下だった場合も義弟にあたる。
血縁関係である2親等である場合、現在の日本では対象者と婚姻することは民法上できない。
いとこのうち、対象者より年下の男性を従弟（じゅうてい）と呼ぶ。いとこは4親等である。従弟は一人息子や長っ子（長兄）の場合もよく使われる。

## 弟の主な使用法
乙御前や名詞に付く接頭詞として弟は血の緒（お。弟は血の余り。弟は血の末。末子は親と血が最も近いと考えられたから、末子が最もかわいいの意）ということわざもある。

## 古語
若く美しい、かわいいなどの意を表している。弟橘媛などがそれにあたる。

## 同名の作品
- 弟 (テレビドラマ) - 石原慎太郎原作のテレビドラマ。
- おとうと (小説) - 幸田文による1957年の小説

## 弟が主役の作品
- 「弟」で始まるページの一覧
- タイトルに「弟」を含むページの一覧
- 安寿と厨子王丸
- 北斗の拳
- ドラゴンボール
- レインマン
- 弟の夫
- ルイージマンション

## 有名な弟
- 源義経
- 源実朝
- 足利直義
- 秋篠宮文仁親王
- 田村正和
- 鳩山邦夫
- 藤井尚之
- 貴乃花光司